# Koválovec
Koválovec (maďarsky Kiskovalló) je obec v okrese Skalica. První písemná zmínka o obci pochází z roku 1394. Žije zde 144 obyvatel.
V obci je římskokatolický kostel sv. Martina z roku 1821.